# Агава королевы Виктории
Агава королевы Виктории (лат. Agave victoriae-reginae) — вид суккулентных растений рода Агава семейства Спаржевые. Популярное декоративное растение.

## Название
Видовой эпитет дан английским ботаником и садовником Томасом Муром в честь Королевы Виктории.

## Ботаническое описание
Медленно растущий компактный вид.
Листья жесткие, вытянутой треугольной формы, темно-зеленые, с бурым острием, килеватые с нижней стороны, имеют белое окаймление и косо расположенные линии на обеих сторонах. На конце каждого листа имеется одна довольно длинная черная колючка (1—2 см) и обычно ещё пара более коротких. Длина листа 10-15(-20) см, ширина (3-)5-7, одиночная розетка (редко с дочерними побегами) обычно около 40 см в диаметре, изредка до 60 см.
Растение является монокарпиком и каждая розетка цветет единственный раз в жизни в возрасте 15-20 лет, после чего отмирает, обычно не давая дочерних побегов. Цветонос достигает высоты 5 метров и несет густую метелку мелких красновато-фиолетовых цветков.

## Распространение и экология
Природным ареалом является северо-восточная Мексика, где этот эндемичный вид произрастает на высоте около 800 м над уровнем моря на каменистых склонах горной гряды Восточная Сьерра-Мадре в штатах Коауила и Нуэво-Леон. Встречается на кальциевых почвах пустынного или полупустынного ландшафта, где формирует обширные колонии на крутых склонах или у подножий вертикальных скал.
Растением-спутником часто является Hechtia из семейства Бромелиевые. Вид является симпатрическим с другими видами агав (напр. 'A. albopilosa и А. прицветниковая), произрастая на одной площади, но не скрещиваясь с ними.

## Хозяйственное значение и использование
Природный вид и культивары широко используются в декоративном садоводстве открытого грунта и в качестве горшочных растений. В культуру введен во второй половине 19 века. Впервые описан Томасом Муром в 1875г., который указывал "Этот существенно выделяющийся вид рода Агава впервые представлен публике на Международной Выставке в Кёльне в прошедшем сентябре и упомянут в нашем отчете по результатам встречи как "самая очаровательная новая Агава", показанная М.Л.Сметом из Гента и более напоминающая Лейхтенбергию, нежели Агаву. Все имеющиеся в очень ограниченном количестве экземпляры растения принадлежат коллекции Джей Ти Пикока, из которых самое крупное растение около 38 см в диаметре демонстрировалось на октябрьской встрече Цветочного Комитета. Оно единогласно получило сертификат Первого Класса и было рекомендовано к награждению золотой медалью. Возможно, представленный экземпляр еще не достиг полного размера, однако, является одним из самых крупных. Касательно названия вида, мы уже упоминали, что эпитет данный г-ном Пикоком используется с прямого разрешения Ее Величества Королевы. Таким образом, растение описано как Агава королевы Виктории."
Вид засухоустойчивый, практически не требует полива. Молодые растения нуждаются в частичном притенении, но взрослые хорошо переносят открытое солнце, либо выращиваются в легкой тени. В открытом грунте выдерживают кратковременные заморозки до −7 °С.

### Культивары
- "Альбомаргината" ('Albomarginata' - в пер. "с белой каймой"), син. "Маргината альба" (f. marginata alba hort.), син. "Уайт Райно" ('White Rhino' - в пер. "Белый Носорог"), син. "Бейкер'с Уайт" ('Baker's White'), син. "Хью Жан" или "Хью Зан" ('Hyou Zan')  - форма с широкой белой каймой по краю листа и белыми полосами по темно-зеленому фону в центре
- "Кизан" ('Kizan') - культивар японской селекции, формирует компактный кустик до 30 см высотой и в диаметре, листья с выразительной кремовой или желтой полосой по краю темно-зеленого листа, белым росчерком по зеленому фону, с черным верхушечным шипом
- "Голден Принсес" ('Golden Princess' - в пер. "Золотая Принцесса"), син. "Казо Бана" ('Kazo Bana'), син. "Ауреомаргината" ('Aureomarginata'), син. "Маргината ауреа" (f. marginata aurea hort.) - медленнорастущий культивар с контрастной широкой полосой по краю листа и белыми росчерками по ярко-зеленому фону.
- ранее выделялась в качестве самостоятельной форма Агава короля Фердинанда (Agave ferdinandi-regis A.Berger) с очень рыхлой, раскрытой розеткой из менее многочисленных далеко отстоящих друг от друга листьев, имеющих красно-коричневатую окраску краев и вырастающая в два раза более крупного размера (в настоящее время название является синонимом основного вида)[3]
- ранее выделялась в качестве самостоятельной форма зеленолистная (var. viridis) с чисто-зелеными листьями и отсутствием белых полос и каймы (в настоящее время название является синонимом основного вида)[3]
- ранее выделялись в качестве самостоятельных форм головчатая (var. caespitosa) и побегоносная (var. stolonifera), отличающиеся обильным образованием боковых побегов вместо одиночной розетки (в настоящее время названия включены в синонимику основного вида)[3]

## Классификация

### Таксономия
Agave victoriae-reginae T.Moore, первое упоминание в Gard. Chron., n.s., 4: 485, 484 (1875).
Вид Агава королевы Виктории относится к роду Агава (Agave) семейства Спаржевые (Asparagaceae) порядка Спаржецветные (Asparagales). Таксономическая схема в соответствии с Системой APG IV по состоянию на июнь 2023 года:
|  |                                      |  |                                   |                                   |                     |  | ещё 13 семейств | ещё 13 семейств |                             |  |  |  | еще 272 подтверждённых вида и 159 таксонов, ожидающих подтверждения |
|  |                                      |  |                                   |                                   |                     |  | ещё 13 семейств | ещё 13 семейств |                             |  |  |  | еще 272 подтверждённых вида и 159 таксонов, ожидающих подтверждения |
|  |                                      |  |                                   | порядок Спаржецветные             |                     |  |                 |                 | род Агава                   |  |  |  |                                                                     |
|  |                                      |  |                                   | порядок Спаржецветные             |                     |  |                 |                 | род Агава                   |  |  |  |                                                                     |
|  | отдел Цветковые, или Покрытосеменные |  |                                   |                                   | семейство Спаржевые |  |                 |                 | вид Агава королевы Виктории |  |  |  |                                                                     |
|  | отдел Цветковые, или Покрытосеменные |  |                                   |                                   | семейство Спаржевые |  |                 |                 |                             |  |  |  |                                                                     |
|  |                                      |  | ещё 63 порядка цветковых растений | ещё 63 порядка цветковых растений |                     |  |                 | ещё 117 родов   | ещё 117 родов               |  |  |  |                                                                     |
|  |                                      |  |                                   | ещё 63 порядка цветковых растений |                     |  |                 |                 | ещё 117 родов               |  |  |  |                                                                     |